# Flèche de Heist 2018
La Flèche de Heist 2018 est la 47e édition de la Flèche de Heist, une course cycliste masculine sur route. Elle a lieu le 2 juin 2018 dans la province d'Anvers, en Belgique. Elle fait partie du calendrier UCI Europe Tour 2018 en catégorie 1.1 et constitue la quatrième manche de la Coupe de Belgique de cyclisme sur route 2018. Elle est remportée par le coureur letton Emīls Liepiņš, de l'équipe ONE. Il devance le Néerlandais Wouter Wippert (Roompot-Nederlandse Loterij) et l'Estonien Aksel Nõmmela (BEAT Cycling Club).

## Équipes
Classé en catégorie 1.1 de l'UCI Europe Tour, la Flèche de Heist est par conséquent ouverte aux WorldTeams dans la limite de 50 % des équipes participantes, aux équipes continentales professionnelles, aux équipes continentales et aux équipes nationales.
Vingt-et-une équipes participent à cette Flèche de Heist : une WorldTeam, cinq équipes continentales professionnelles et quinze équipes continentales.
| WorldTeam- Lotto Soudal Équipes continentales professionnelles (5)- WB-Aqua Protect-Veranclassic - Roompot-Nederlandse Loterij - Wanty-Groupe Gobert - Sport Vlaanderen-Baloise - Vérandas Willems-Crelan Équipes continentales (15)- Cibel-Cebon - SEG Racing Academy - Pauwels sauzen-Vastgoedservice Continental Team - BEAT Cycling Club - Bennelong-SwissWellness-Cervélo - Team CCB Foundation–Sicleri - ONE Pro Cycling - Sovac-Natura4Ever - T.Palm-Pôle Continental Wallon - Tarteletto-Isorex - Coop - Telenet-Fidea Lions - Start-Gusto Cycling Team - Differdange-Losch - Wiggins |
| |

## Déroulement de la course
Deux échappées se succèdent en tête de la course. La première est formée par Laurens Sweeck, qu'accompagnent Erlend Blikra, Jordi Meeus, Rob Ruijgh et Corné van Kessel. Ils creusent une avance de plus de quatre minutes mais sont rattrapés à 55 km de l'arrivée. La deuxième échappée comprend Nikolas Maes, Martijn Budding, Michael Freiberg, Robbe Ghys, Tim Merlier, Mark McNally, Hayden McCormick, Marten Kooistra et Kristian Aasvold, et est reprise par le peloton alors qu'il reste deux tours de circuit à parcourir.
Piotr Havik, rattrapé à deux kilomètres de l'arrivée, puis Jens Adams, rejoint dans la dernière ligne droite, tentent successivement leur chance seuls. L'équipe Roompot-Nederlandse Loterij contrôle cependant le peloton
Lancé par son coéquipier Hayden McCormick, le Letton Emīls Liepiņš (ONE) s'impose devant le Néerlandais Wouter Wippert (Roompot-Nederlandse Loterij) et l'Estonien Aksel Nõmmela (BEAT Cycling Club).

## Classements

### Classement final
| \| Classement général \| Classement général \| Classement général \| Classement général \| Classement général \| \| Coureur \| Coureur \| Pays \| Équipe \| Temps \| \| ------------------ \| ------------------ \| ------------------ \| ------------------------------ \| ------------------ \| \| 1er \| Emīls Liepiņš \| Lettonie \| ONE Pro Cycling \| 4 h 07 min 47 s \| \| 2e \| Wouter Wippert \| Pays-Bas \| Roompot-Nederlandse Loterij \| + 0 s \| \| 3e \| Aksel Nõmmela \| Estonie \| BEAT Cycling Club \| + 0 s \| \| 4e \| Jens Adams \| Belgique \| Pauwels Sauzen-Vastgoedservice \| + 0 s \| \| 5e \| Cees Bol \| Pays-Bas \| SEG Racing Academy \| + 0 s \| \| 6e \| Tom Pidcock \| Royaume-Uni \| Team Wiggins \| + 2 s \| \| 7e \| Marcel Sieberg \| Allemagne \| Lotto-Soudal \| + 7 s \| \| 8e \| Jelle Mannaerts \| Belgique \| Tarteletto-Isorex \| + 7 s \| \| 9e \| Gustav Höög \| Suède \| Team Coop \| + 7 s \| \| 10e \| Gerry Druyts \| Belgique \| Pauwels Sauzen-Vastgoedservice \| + 7 s \| |                 |             |                                |                 |
| |                 |             |                                |                 |
| Source : ProCyclingStats |                 |             |                                |                 |
| Classement général |                 |             |                                |                 |
| Coureur | Coureur         | Pays        | Équipe                         | Temps           |
| 1er | Emīls Liepiņš   | Lettonie    | ONE Pro Cycling                | 4 h 07 min 47 s |
| 2e | Wouter Wippert  | Pays-Bas    | Roompot-Nederlandse Loterij    | + 0 s           |
| 3e | Aksel Nõmmela   | Estonie     | BEAT Cycling Club              | + 0 s           |
| 4e | Jens Adams      | Belgique    | Pauwels Sauzen-Vastgoedservice | + 0 s           |
| 5e | Cees Bol        | Pays-Bas    | SEG Racing Academy             | + 0 s           |
| 6e | Tom Pidcock     | Royaume-Uni | Team Wiggins                   | + 2 s           |
| 7e | Marcel Sieberg  | Allemagne   | Lotto-Soudal                   | + 7 s           |
| 8e | Jelle Mannaerts | Belgique    | Tarteletto-Isorex              | + 7 s           |
| 9e | Gustav Höög     | Suède       | Team Coop                      | + 7 s           |
| 10e | Gerry Druyts    | Belgique    | Pauwels Sauzen-Vastgoedservice | + 7 s           |

### Classements UCI
La course attribue aux coureurs le même nombre des points pour l'UCI Europe Tour 2018 et le Classement mondial UCI.
| Position           | 1er | 2e | 3e | 4e | 5e | 6e | 7e | 8e | 9e | 10e | 11e | 12e | 13e à 15e | 16e à 25e |
| Classement général | 125 | 85 | 70 | 60 | 50 | 40 | 35 | 30 | 25 | 20  | 15  | 10  | 5         | 3         |